# Нощенки
Нощенките (Noctuidae) са биологично семейство насекоми от разред пеперуди (Lepidoptera), обикновено класифицирани в подразред Macrolepidoptera заради сравнително големите си за разреда размери. Ларвите (гъсениците) им също са сравнително големи, а някои видове нощни пеперуди имат земеровни ларви, които поразяват корените на растенията. Възрастните индивиди се привличат от светлината и са активни нощем, откъдето и идва името на семейството.

## Подсемейства
- Acontiinae
- Acronictinae
- Aganainae
- Agaristinae
- Amphipyrinae
- Bagisarinae
- Bryophilinae
- Calpinae
- Catocalinae
- Cocytiinae
- Condicinae
- Cuculliinae
- Dilobinae
- Eucocytiinae
- Eustrotiinae
- Euteliinae
- Glottulinae
- Hadeninae
- Heliothinae
- Herminiinae
- Hypeninae
- Ipimorphinae
- Noctuinae
- Pantheinae
- Plusiinae
- Psaphidinae
- Raphiinae
- Stictopterinae
- Stiriinae
- Strepsimaninae
- Ufeinae